# 中国人民解放军西藏阿里军分区
中国人民解放军西藏阿里军分区隶属于南疆军区。辖区在行政上为西藏自治区阿里地区。

## 历史
1950年时，中国人民解放军为因应中共中央、中央军委关于解放西藏的决策，分别从西康、青海、云南、新疆四省向西藏进军。当年5月，西北军区第二军组建独立骑兵师，担负解放西藏阿里地区的任务。7月中旬，骑兵师派遣一团保卫股长李狄三以党代表兼总指挥的身份，率领进藏先遣连先行进入藏北。进藏先遣连连长曹海林、副连长彭青云。全连共计136人，其中从全师挑选38名党员干部、战斗骨干编入。官兵包括汉、维吾尔、哈萨克、蒙古、回、藏、锡伯等7个民族。
1950年7月31日，在于阗的普鲁村（今属阿羌乡）举行进军西藏誓师大会。何家产代表王震给进藏先遣连授旗。同日，先遣连出发。先后翻越昆仑达坂和库克雅达坂，于8月15日翻越新藏交界的界山达坂。9月上旬，先遣连进入西藏阿里改则地区。驻扎期间，完成侦察道路、了解敌情、建立据点、发动群众的任务，并率先与阿里噶本政府签订政治和平协议，促进西藏和平解放。1951年5月28日，独立骑兵师后续部队抵达先遣连营地。因高原环境恶劣，李狄三此时已处于弥留之际。包括李狄三在内，先遣连共有63名官兵牺牲。今阿里军分区某团一连设有“进藏先遣英雄连”荣誉室。
因地处高原，阿里军分区环境恶劣、基础设施薄弱，军兵需要面对长期缺氧问题。1960年代末曾征召过女兵，其中一人即是日后成名的作家毕淑敏。此后停召女兵，至2009年恢复征召。1980年代前期，中央军委、解放军总部制定西部边防建设规划。阿里军分区进行了三年边防建设，时称“千车万人会战阿里”。2014年开始，南疆军区为解决缺氧问题，为阿里军分区的基层部队普遍安装制氧机。

## 历任领导
| 司令员 1. 刘万龙（2008年—2011年） 2. 刘格平（2011年—？） | 政治委员 1. 姚永良 （2008年—2010年） |

| 副司令员 | 副政治委员 |